# Batang Quiapo
Batang Quiapo är en filippinsk TV-serie som sändes på Kapamilya Channel från 13 februari 2023. Coco Martin och Lovi Poe spelar huvudrollerna.

## Rollista (i urval)
- Coco Martin - Hesus Nazareno "Tanggol" A. Dimaguiba / Hesus Nazareno "Tanggol" A. Montenegro
- Lovi Poe - Monica/Monique "Mokang" Dimaculangan
- Charo Santos - Matilde "Tindeng" Asuncion
  - Precious Lara Quigaman - unga Tindeng
- Cherry Pie Picache - Ma. Teresa "Marites" Asuncion-Dimaguiba
  - Miles Ocampo - unga Marites
- Christopher de Leon - Ramon Montenegro
  - Coco Martin - unga Ramon
- Lito Lapid - Primo/Supremo
- John Estrada - Rigor Dimaguiba
  - Ejay Falcon - unga Rigor
- Lorna Tolentino - Amanda Salonga
- Tommy Abuel - Don Julio Montenegro
  - Raul Montesa - unga Don Julio
- Irma Adlawan - Olga Montenegro
  - Ryza Cenon - unga Olga
- RK Bagatsing - Greg Montenegro
- Julio Diaz - Augustus V. Pacheco